# Sobór św. Eliasza w Komsomolsku nad Amurem
Sobór św. Eliasza – prawosławny sobór w Komsomolsku nad Amurem, katedra eparchii amurskiej Rosyjskiego Kościoła Prawosławnego.

## Życiorys
Parafia pod wezwaniem św. Eliasza powstała w Komsomolsku nad Amurem w 2002. Jej członkowie wybrali proroka na patrona nowej cerkwi, gdyż jest on patronem lotników i kosmonautów, a w dzielnicy, w której miała powstać świątynia, działa Komsomolskie Zjednoczenie Przemysłu Lotniczego. Prorok Eliasz był również patronem cerkwi we wsi Piermskoje, na miejscu Komsomolska nad Amurem, zniszczonej w okresie radzieckim. Jako miejsce budowy świątyni wybrany został skwer na placu Gagarina w Komsomolsku nad Amurem, naprzeciw bramy prowadzącej na teren zakładów lotniczych.
Kamień węgielny pod budowę cerkwi położył 4 grudnia 2002 biskup chabarowski i nadamurski Marek w asyście miejscowego duchowieństwa. Świątynię zbudowano według projektu S. Wiałkiny. Inwestycję sfinansowano z darów wiernych, jak również z funduszy przekazanych przez banki i firmy prywatne oraz miejskie. Codzienne nabożeństwa rozpoczęły się w listopadzie 2006, w nieukończonej jeszcze świątyni; pięciorzędowy ikonostas wstawiono do niej dopiero w roku następnym. Poświęcenia obiektu dokonał 17 października 2007 arcybiskup chabarowski i nadamurski Marek.